# Istoria statului Malawi
Acest articol dezvoltă secțiunea Istorie a articolului principal, Malawi.
Primii albi care au pus piciorul pe pământul malawian au fost portughezii, oprindu-se pe malurile lacului Nyasa la începutul secolului al XVI-lea. Pe atunci, aici trăiau triburile maravi, de la care se trage probabil numele statului independent de astăzi. Dar apariția omului alb s-a dovedit un blestem pentru populația autohtonă: din secolul al XVII-lea, sau chiar mai devreme, portughezii și arabii au practicat comerțul de sclavi pe scară largă pe malurile Nyasei, ceea ce  provocat depopularea regiunii. În 1873, și-au făcut apariția misionarii scoțieni, care au condamnat practicile religioase locale și au înființat primele misiuni. Misionarilor le-au fost de mare folos însemnările făcute cu ocazia călătoriilor sale în inima Africii de remarcabilul explorator David Livingstone (1813–1873). În 1891, Marea Britanie a anunțat întemeierea unui protectorat în această regiune, care, în 1907 a căpătat numele de Nyassaland, și care era în realitate o colonie. Cu excepția câtorva revolte locale, timpul s-a scurs în liniște în acea perioadă.
În 1964 a fost proclamată independența statului Nyasaland, care a luat numele de Malawi. La 6 iulie 1966 devine republică.